# Луго (провінція Равенна)
Луго, Луґо (італ. Lugo) — муніципалітет в Італії, у регіоні Емілія-Романья,  провінція Равенна.
Луго розміщене на відстані близько 290 км на північ від Риму, 50 км на схід від Болоньї, 23 км на захід від Равенни.
Населення — 32 501 особа (2014).
Щорічний фестиваль відбувається 15 травня. Покровитель — Sant'Illaro.

## Демографія
Населення за роками:

Станом на 1 січня 2023 року в муніципалітеті офіційно проживало 3889 іноземців з 85 країн, серед них 1374 громадяни країн Євросоюзу та 172 громадяни України.

## Уродженці
- Ермес Муччінеллі (*1927 — †1994) — відомий у минулому італійський футболіст, нападник.
- Мірко Вальдіфьйорі — італійський футболіст.

## Сусідні муніципалітети
- Альфонсіне
- Баньякавалло
- Баньяра-ді-Романья
- Конселіче
- Котіньола
- Фузіньяно
- Масса-Ломбарда
- Мордано
- Сант'Агата-суль-Сантерно